# John Finnis
John Mitchell Finnis (28 de julho de 1940) é um filósofo e teórico do direito australiano. Professor Emérito da Universidade de Oxford, e docente na Universidade de Notre Dame. O Direito natural, tal como apresentado por Finnis, representa um marco para a Teoria Geral do Direito e uma importante contribuição para o debate contemporâneo do fenômeno jurídico.
Seu foco acadêmico está nas áreas de jurisprudência, teoria política e direito constitucional, enquanto sua prática na Ordem dos Advogados da Inglaterra atuou em casos no Tribunal Superior e no Tribunal de Recurso. Ele foi nomeado Conselheiro da Rainha honorário em 2017.  Em 2019, ele foi nomeado Companheiro da Ordem da Austrália (AC), a mais alta condecoração civil da Austrália. Ele atuou como conselheiro constitucional para sucessivos governos da Commonwealth australiana em questões constitucionais e relações bilaterais com o Reino Unido.

## Carreira
Fez seu D. Phil no University College, Oxford (Inglaterra) como “Rhodes Scholar for South Aust., 1962”, entre os anos de 1962-1965. Em 1965, defendeu sua tese sob o título "The Idea of Judicial Power, with special reference to Australian federal constitutional law" e supervisão do famoso jusfilósofo H.L.A. Hart.
Desde 1967, John Finnis é professor na Oxford University (Inglaterra) e, desde 1995, leciona também como Biolchini Family Professor of Law, na University of Notre Dame, Indiana (Estados Unidos). Em 1969, H.L.A. Hart solicitou a Finnis que elaborasse um livro sobre a lei natural, sugerindo-lhe o nome Natural Law and Natural Rights para a obra. Somente depois de 10 anos de pesquisas sobre o tema que em 1980 o livro ficou pronto e foi publicado. Tornando-se em pouco tempo reconhecido como um marco para a teoria dos direitos naturais nos séculos XX e XXI. De forma que, John Finnis é considerado o maior jusnaturalista (teórico do direito natural) contemporâneo, e possui amplo reconhecimento mundial. Seus livros principais já foram traduzidos do inglês para o português, espanhol, polaco, mandarim e italiano.
Sofreu fortes influências da filosofia analítica, por conta de H.L.A.Hart, bem como de Aristóteles, Tomás de Aquino e outros clássicos. Entretanto, apropria-se dessas teorias alinhado com as considerações a respeito do primeiro princípio da razão prática (o bem há de ser feito e perseguido, e o mal evitado) de Germain Grisez (1965). -O texto em questão de Grisez já foi traduzido para o português e se encontra disponível na internet (ver links relacionados abaixo).- Assim, Finnis almeja responder aos consequencialistas e céticos da moralidade, oferecendo novas bases racionais para a compreensão do direito natural sem o emprego de derivações metafísicas de valores a partir da natureza humana, e mesmo, sem empregar inferências ilícitas de valores (dever ser) a partir de fatos (ser). O que feriria a Lei de Hume.
Enquanto os iluministas (David Hume, Kant, etc) defendiam que os fins humanos não eram passíveis de ser descobertos e conhecíveis pela razão, reservando à razão prática apenas os poderes de dispor os meios para alcançar valores apresentados pelas emoções, a teoria ética de Finnis caracteriza-se pelo entendimento de que a razão prática primeiro conhece aqueles fins que são bons para os seres humanos (os bens humanos básicos) e depois busca dispor limites para a sua perseguição de modo razoável pelos seres humanos (as exigências da razoabilidade prática). Conhecer os fins que explicam as ações humanas é como experimentar a nossa natureza pelo lado interior, ou seja, buscar exatamente os objetos que justificam as nossas ações em última análise. São relevante, nessa empreitada, as respostas possíveis à pergunta "Porquê?" (Por que estou fazendo isso?): p.ex., por que estou indo ao médico? Porque estou doente e quero me curar. Por que quero me curar? Quero me livrar da doença e voltar à gozar de uma saúde boa. Por que ter uma saúde boa? Em razão de que consigo compreender a bondade para mim de dispor de boas disposição corpóreo-mental e estar livre de qualquer coisa que lhe prejudique, portanto, aspectos do bem humano básico "vida", o qual pode ser participado por qualquer ser humano igual a mim.
Assim como a vida, os seres humanos são capazes de apreenderem outros valores que justificam como razoáveis as suas ações e compromissos de vida; um exemplo é a razoabilidade prática, pois podemos compreender o bom de ordenar a própria vida e agir com autenticidade, buscando-se a paz interior. Por isso, não basta agir de acordo com os bens razoáveis, mas devemos também persegui-los de modo razoável, excluído modos de perseguição que não se mostrem apropriados. Uma pessoa ética ou razoável para Finnis, portanto, é aquela que pauta a sua vida, compromissos, projetos, compromissos e ações, pela escolha de fins razoáveis (bens humanos básicos) e modos razoáveis de perseguição desses bens (as exigências...). Por outro lado, aquele que não procede assim está agindo irrazoavelmente ou irracionalmente, e por isso, imoralmente. Os bens humanos básicos são pré-morais e explicam muitas vezes mesmos as ações imorais, e a moralidade surge tão somente da perseguição de fins racionais através de modos razoáveis de perseguição (ver itens 2.3 e 2.4 abaixo).
No Brasil, a teoria de John Finnis vem recebendo grande atenção principalmente após 2007, quando ele esteve em Porto Alegre/RS proferindo palestras na Pontifícia Universidade Católica – PUC/RS e Universidade Federal do Rio Grande do Sul – UFRGS. Nesse mesmo ano foram lançadas duas traduções brasileiras de suas obras: Direito Natural em Tomás de Aquino (Safe: 2007, 128 p.) e Lei Natural e Direitos Naturais (Unisinos: 2007, 403 p.). Em 2020, foi lançada uma obra introdutória à teoria da Lei Natural em John Finnis (A justiça e a lei natural em John Finnis, Porto Alegre: Editora Fenix).

## Alguns temas abordados em suas obras
1. A Falácia Naturalista: Ultrapassando o desafio proposto por David Hume de NÃO derivar o dever-ser (os deveres morais ou jurídicos) do ser (da mera descrição do que a natureza “é”).
É célebre a formulação da falácia naturalista proposta por David Hume. Ele, um emotivista, desafiava as demais escolas jusnaturalistas de sua época propondo que somente os sentimentos seriam passíveis de serem objetivos e medidos pela ciência. Elaborando sua ética com essas bases. Ocorreu, porém, que no debate travado ele constatou algo que mudou a filosofia ética anglo-saxã. Para ele, os tratados de ética e lei natural realizavam uma passagem ilícita e silenciosa do plano do ser (o ontológico) para o dever ser (deontológico). Isso ocorria na medida em que os filósofos éticos teciam considerações a respeito da natureza humana dizendo que ela era de um modo, ou de outro; e tinha tais ou quais características. Por tanto, fazendo uma descrição a respeito do que o homem era (plano do ser, o homem é). Abruptamente, e quase imperceptivelmente, tais autores passavam a deduzir valores morais e descrever como seria correto do homem agir. Portanto, em um virar de página, dizia David Hume, passavam a aduzir regras que prescreviam condutas que deveriam ser adotadas pelos homens (plano do dever ser, o homem deve agir de determinada forma).
Para ele, isso não poderia ser feito correta e cientificamente. Já que de uma mera descrição da natureza (de uma premissa descritiva que não contenha valor), não se pode deduzir o que não estava ali (a valoração como certa ou errada de uma conduta). Isso é uma impossibilidade lógica. John Finnis, por sua feita, assume essa impossibilidade lógica e passa a propor que a ética e lei natural sejam feitas com outras bases. De forma a não realizar essa passagem ilícita do plano do ser para o dever ser. Ademais, aduz que o juspositivismo natural, e o próprio David Hume, fazia essa passagem ilícita ao tentarem descrever o direito de forma sociológica.
2. Os Bens Humanos Básicos: São bens humanos objetivos, pré-morais (ainda estão fora da moralidade), auto-evidentes, incomensuráveis (não possuem medida comum) e são fins em si mesmos (não são meios para outros fins). A razoabilidade prática, nosso intelecto enquanto dirigido ao agir com inteligência, pode entendê-los como valiosos e, por isso, como primeiros princípios práticos; ou seja, possibilidades ou oportunidades oferecidas pela natureza humana nas quais o ser humano participa, através de seus compromissos de vida e ações. P.ex., o bem humano básico 'vida' pode explicar em última análise o compromisso profissional assumido por um médico, ou mesmo atirar uma bóia na água para resgatar um náufrago e evitar que ele morra afogado. A carreira acadêmica, ou mesmo ler um livro, são participações do valor 'conhecimento'. A atividade de um atleta ou de um idoso jogando dama em um parque podem ser explicadas pelo engajamento no 'jogo'. Parar e contemplar uma obra de arte ou paisagem explica-se pela 'experiência estética'. Uma morte heróica, ou mesmo ligar para um conhecido a fim de fomentar bons sentimentos, algumas vezes são atos de participação no bem da 'amizade'. Saber agir com inteligência formando o próprio caráter, dando um sentido maior a própria vida e evitando problemas, por seu turno, é uma das possibilidades de se experimentar a 'razoabilidade prática'. Dedicar uma vida à igreja, ou mesmo ingressar no Greenpeace, são formas de buscar alguma harmonia com uma fonte de realidade além da humana (algum Deus, o cosmos ou a própria natureza). Por isso, a 'religiosidade' é uma forma de bem humano básico.
Em Natural Law and Natural Rights, os bens humanos básicos apresentados são os seguintes:
2.1.	Vida (saúde corporal, capacidade psiquica de auto-determinação e procriação): A vida é um bem humano básico, para John Finnis. Atividades como dedicar-se à prática da medicina, arriscar-se a si próprio para salvar outrem e desviar do curso um navio para resgatar um náufrago, explicam-se como instanciações do bem humano básico "vida". Como qualquer um dos demais bens, isso implica que não seja apenas um meio para a perseguição de outros bens concupiscíveis ou racionais. Filósofos como H.L.A. Hart, ou Thomas Hobbes, deram tanta importância para esse bem que entenderam que era o único bem humano básico que explicava toda a ação humana. O que não pode ser assim, pois muitos esforços humanos implicam o sacrifício da própria vida em nome de outro bem, como p.ex., a amizade. Já Tomás de Aquino afirmava que, se a mera existência fosse o fim último de uma embarcação naval, seu capitão não poderia retirá-la do porto. Da mesma forma, se a vida fosse o fim último da existência humana, deveríamos nos privar de diversas ações por serem irracionais. Em sua obra Lei Natural e Direitos Naturais (1980), Finnis sustenta de maneira não muito firme que a vida envolveria a sua transmissão, ou seja, a procriação. Porém, com o amadurecimento de suas idéias concluiu que esse tema seria outro bem fundamental. Assim, em Aquinas... (1998), sua lista de bens humanos básicos passou a contar com o bem matrimônio ou casamento, adotando a concepção romana (união de macho e fêmea, geração e educação dos filhos (coniunctio maris et feminae et educatio liberorum)), não redutível a mera procriação. Tal bem autônomo é mantido até os dias atuais, inclusive em seu Direito Natural em Tomás de Aquino... (2007).
2.2.	Conhecimento (saber a verdade de modo não apenas instrumental): Conhecer pode dizer respeito a ter uma opinião a respeito de algo, mesmo que seja falsa. Entretanto, o que conta como conhecimento no sentido de ser um valor básico é o conhecimento da verdade. E isso, para Finnis que adota a visão clássica, não quer dizer nada mais que a adequação do que temos representado em nosso intelecto ao que se encontra no mundo real. Se o que pensamos realmente existe, ou existiu, então deve ser verdade. Assim, o conhecimento é o valor básico que explica as inclinações mais simples, como p.ex. ler um jornal, inteirar-se de fatos, ler um livro; ou compromissos mais sérios e firmes como dedicar-se a vida inteira a uma carreira acadêmica. Por isso, parte das ações humanas mostra-se inteligível diante do bem humano básico do conhecimento.
2.3.	Jogo (experiência lúdica: sem outro fim a não ser o desempenho da propria atividade): o jogo também é uma forma de bem humano básico, apesar de muitos filósofos ou estudiosos negligenciarem-na. Algumas atividade humanas não têm um fim extrínseco a elas mesmas, e são praticadas tão somente na consecução da própria performance. Idosos aposentados jogando dama em uma praça, ou jovens aproveitando um videogame no final de semana, são possíveis exemplos de atividades que se mostram inteligíveis como instanciações do bem humano básico jogo.
2.4.	Experiência estética (a contemplação do belo como fim da atividade em si mesma): Assim como o jogo, a experiência estética é um bem que às vezes é esquecido em listas de bens humanos básicos mais restritas, por não ter um contexto sério em todas as oportunidades. Ocorre que sem essa forma de bem, parte das atividades humanas não seriam explicáveis, como p.ex. a contemplação de um pôr-do-sol, de um arco-íris, ou de uma grande obra prima como a Mona Lisa (La Gioconda) de Leonardo da Vinci, entre outras.
2.5.	Sociabilidade (amizade; relacionar-se pacificamente com outros seres humanos): A amizade também é um bem humanos básico, sendo que parcela de nossos compromissos, ações e projetos pode envolver a participação nesse valor fundamental. Desde fazer uma ligação telefônica para alguém que gostamos, no intuíto de fomentar-lhe amizade, ou auxiliar um cego a atravessar a rua, ou então, arriscar ou sacrificar a própria vida correndo em socorro a uma pessoa amiga são ações explicáveis pelo primeiro princípio da razoabilidade prática amizade.
2.6.	Razoabilidade prática (impor ordem inteligente na propria vida com a escolha de fins razoaveis e modos razoaveis de participação nestes fins): Saber empregar a inteligência para escolher como agir nas situações concretas é um bem fundamental para os seres humanos. Finnis explica que ela tem uma função de estruturar nossas ações de forma a proporcionar paz e tranquilidade para com aqueles outros seres humanos que devemos conviver, com qualquer fonte mais que humana da realidade (ver religião abaixo) e até mesmo consigo próprio, formando o próprio caráter e tornando nossos atos ações autênticas de nossa vida interior.
2.7.	Religião (estar em paz com uma fonte transcendente de realidade, seja elateistica ou não): Alguns compromissos humanos são explicáveis com base em bens inteligíveis que transcendem a natureza humana, no sentido de que existe uma realidade exterior (seja ela uma criação de Deus, a ordenação dos cosmos ou a própria natureza) que ultrapassa os limites e compreensões humanas. Filósofos como Nietzsche ou Sartre optaram por adotar o caminho diametralmente oposto, negando a existência de um estado de coisas que transcenda a existência humana, e negando qualquer ordenação. Porém, John Finnis, assim como a maior parte da filosofia clássica, entende que parte dos compromissos humanos é explicável fazendo referência a esse bem. Para ele, a dedicação de um religioso (padre, califa, rabino, pai-de-santo, e etc.) a Deus se explica por esse bem. Assim como, a dedicação de um ativista da ecologia membro do Greenpeace arriscando-se para salvar alguma espécie em risco de extinção.
3. As Exigências da Razoabilidade Prática: Realizam a passagem da pré-moralidade para a moralidade (e o direito natural), restringindo os compromissos a serem adotados em razão dos bens humanos básicos.
3.1.	Um plano de vida coerente: a primeira exigência que a razoabilidade nos apresenta para que ajamos razoavelmente e de acordo com a lei natural é a de que adotemos um plano de vida coerente. Isso quer dizer que, no entendimento de John Finnis, devemos buscar ordenar a nossa vida e vivermos de acordo com o que é razoável. Para tanto, devemos levar em consideração os bens humanos básicos e as oportunidades de persegui-los nas nossas próprias vidas de acordo com as circunstâncias que se apresentarem. Não seria razoável viver sem um compromisso com algo que a razão aponte como valores (p.ex., devemos constituir uma família, devemos buscar conhecer a verdade através do estudo, ou poderíamos dedicar a nossa vida às nossas amizades, etc). Uma vida vivida sem uma ordenação racional a um bem (viver segundo as inclinações do momento, sem projetos ou compromissos) é irracional e um desperdício de oportunidades. Assim como, desprezar as possibilidades e circunstâncias na própria vida para a adoção de projetos (p.ex., não levar em consideração alguma incapacidade ou impossibilidade para adotar determinado projeto de vida...).
3.2.	Sem preferência arbitrária por valores: todos os bens humanos básicos são igualmente fundamentais, não existindo hierarquia ou grau maior de importância entre eles. Logo, todos os bens justificam sua adoção em compromissos e ações, sendo irracional a imposição de uma ordem ou supressão de algum bem na adoção de um projeto. Nesse caso, não devemos nos furtar a nós mesmos de aproveitar as possibilidades abertas pelos bens humanos básicos. Mas, tão importante quanto isso, também não devemos impedir que os outros, mesmos aqueles submetidos aos nossos cuidados (p.ex., governo-cidadão, pai-filho, etc), de aproveitarem tais possibilidades abertas pela natureza humana. Imagine-se o caso de um governante que impede os súditos de serem amigos entre si, fomentando a discórdia. Isso é irracional e arbitrário, motivo pelo qual é proibido pela lei natural.
3.3.	Sem preferência arbitrária por pessoas: assim como nós mesmos estamos intitulados a aproveitarmos as possibilidades abertas pelos valores básicos, devemos reconhecer que todos os outros iguais a nós mesmos (os demais seres humanos) também possuem tal possibilidade. Por isso, seria arbitrário preferir o bem de alguém na participação nas formas básicas de bens. Evidentemente, existe um campo razoável no qual a auto-preferência se mostra racional. Visto que, somos seres humanos capazes de alterar a própria consciência (caráter) através de nossas escolhas. - Um ladrão ou um assassino tornam-se ladrão ou assassino exatamente por terem escolhido roubar ou matar, e agir de acordo com sua escolha. Da mesma forma, alguém que voluntariamente arrisca a própria vida para salvar outrem de um assalto ou assassinato, torna-se um herói. - E, já que muitas vezes os bens dos outros estão além de nossas possibilidades de afetação, nessas oportunidades mostra-se racional a auto-preferência.
3.4.	Desprendimento (evitar o fanatismo): para Finnis, devemos evitar o fanatismo e suas consequências nefastas nas perseguições dos bens humanos básicos. Por isso, se um projeto ou ação se mostrar de impossível realização diante das circunstâncias, devemos levá-las em consideração e em algumas oportunidades até mesmo readequá-lo ou adotar um novo projeto.
3.5.	Compromisso (evitar a apatia ou o desinteresse por compromissos assumidos): porém, não bastaria apenas termos um projeto de vida ou algum compromisso se não buscássemos pô-lo em prática ou ficássemos mudando-o diante da menor dificuldade. Assim, a razoabilidade nos exige também que sejamos persistentes na perseguição de nossos compromissos, evitando tornarmos apáticos, o que no caso extremo implica o abandono do compromisso, ou desinteressados.
3.6.	A relevância limitada das consequências: John Finnis busca enfrentar as éticas dispostas tão somente em termos utilitaristas, consequencialistas ou proporcionalistas (sistemas éticos que entendem ser possível calcular e maximizar as consequências boas das escolhas e ações das pessoas, de forma que os fins bons justificam quaisquer meios adotados -mesmo que maus -: p.ex., matar uma pessoa inocente para salvar um maior número de pessoas). Para Finnis, raciocínios éticos tomadas com bases tão somente na produção de estados de coisas exteriores erram ao empregarem o modo próprio de raciocínio da técnica ao raciocínio prático. Entretanto, ao escolher como agir ou com o que se comprometer, devemos não descartar completamente e resultado de nossas ações. Temos alguma responsabilidade pelos resultados produzidos que não pode ser completamente desprezada ao se raciocinar praticamente.
3.7.	Respeito por cada valor básico em cada ato: Não escolher realizar nenhum ato que agrida direta e propositalmente qualquer dos valores básicos: como todos os bens humanos básicos são bens hierarquicamente iguais e não existe preferência razoável por qualquer um deles em razão de sua importância, bem como, todos os seres humanos estão intitulados a participarem das oportunidades oferecidas por tais bens, mostra-se arbitrário excluir qualquer ser humano ou qualquer bem, sob qualquer pretexto. Por isso, nunca é razoável escolher agir precipuamente contra qualquer valor humano básico, mesmo que isso visasse fins bons (p.ex., não se mostra razoável escolher contra o bem humano básico da vida de um inocente moribundo, para alimentar outros no caso de seu corpo ser a única fonte de alimento existente: O Caso dos Exploradores de Cavernas). Tal exigência pode ser também formulada com: os fins não justificam os meios, melhor sofrer uma injustiça que fazê-la. Vale ressalvar, porém, que John Finnis acha a legítima defesa moralmente aceita, pois nesse caso o que se busca é salvar a vida e possível morte do agressor é um efeito colateral não intencionado como fim da ação.
3.8.	Exigências do bem comum: complementada pela justiça geral, ou seja, deve-se além de não ser arbitrário com as outras pessoas (3.3) também não ser arbitrário com o bem comum na comunidade, para a qual também devemos contribuir, seja omitindo-se de interferências arbitrárias nos compromissos das outras pessoas, como também, participando dos incidentes do empreendimento comunal (temos que pagar os impostos, alistar-se para a guerra, etc).
3.9.	Seguir a consciência: é uma consequência do poder de auto-constituirmo-nos através de escolhas inteligentes e autênticas de nosso intelecto prático, formando o nosso caráter. Finnis entende que devemos buscar seguir aquilo que nossa razoabilidade prática aponta como correto, e não tão somente alienar a outrem a possibilidade e responsabilidade de fazê-lo. Portanto, seria irracional que alguém deliberasse e julgasse que fosse apropriado fazer determinada ação, ou adotar determinado compromisso, e depois não fizesse aquilo que sua consciência lhe apontou como correto e razoável.
4. Bem comum, Amizade e Justiça
Finnis adota, com restrições, a teoria da amizade de Aristóteles. Assim, sua concepção de relações humanas parte das mais comuns e corriqueiras formas de coordenação de atividades em grupos. A primeira e menos exigente é aquela em que (i) cada um dos integrantes de uma comunidade de esforços busca única e exclusivamente o seu próprio bem individual. Porém, para isso, é necessária a contribuição dos outros. O bem comum nesse caso é que cada um obtenha aquilo que espera (comprar uma casa ou carro, ganhar seu sustento, e etc.) da relação. Tal forma de comunidade, Finnis denominou de comunidade de negócios (aproxima-se da amizade por utilidade de Aristóteles). Porém, existe aquela outra forma de comunidade na qual o bem é a própria coordenação de ação, e ocorre, por exemplo, quando jogamos uma partida de futebol. Nessa, um dos interesses dos participantes, caso seja apropriado, é que a partida seja bem jogada. Por isso, se chama comunidade de jogos e se aproxima da amizade por prazer de Aristóteles. Enfim, tem-se a (iii) amizade verdadeira ou pela virtude em Aristóteles, na qual cada um dos amigos tem o bem do outro amigo como parte de seu próprio bem. Esse é o caso central de amizade (philia no grego), a partir do qual Finnis alcança o ponto de vista apropriado para definir o sentido mais pleno de comunidade. Os demais tipos são os deficientes em algo. Definido o que é uma comunidade em sentido pleno, Finnis passa a analisar o que é o bem dessa comunidade.
Nesse sentido, ele resume que o bem comum de uma determinada comunidade para ele é o conjunto de condições que oportunize a cada um dos membros dessa comunidade atingir seus próprios objetivos razoáveis por si mesmos. Uma concepção que, portanto, exclui o paternalismo estatal e privilegia a autonomia do indivíduo na busca de sua felicidade. A intervenção estatal passa a ser parasitária e subsidiária à autonomia individual. Então, compete ao direito e a justiça garantir essas condições entre os governantes e governados, e os governados entre eles mesmos.
Quanto à sua teoria da justiça e dos direitos, John Finnis logrou êxito em demonstrar que os direitos subjetivos (rights) nada mais são do que uma relação de justiça (cujas três características são: (i)ser interpessoal, (ii) possuir um dever [debitum] e (iii) uma igualdade) envolvendo dois sujeitos e uma ação. Um direito subjetivo de alguém é aquilo que é devido a ele por outro(s) sujeito(s). Porém, a relação passa a ser observada do ponto de vista do beneficiário (credor), ou seja, dizer 'eu tenho um direito' é dizer eu tenho um interesse (benefício) que eu posso opor com tutela do Estado (juridicamente) a você. Com esse insight enfrentou concepções negativas dos direitos humanos como as de Michel Villey, para quem os direitos humanos eram fontes de enormes injustiças. Enfrentando essa corrente pessimista, John Finnis mostrou que a teoria da justiça clássica ainda explica as relações jurídicas nos dias atuais, e que os direitos humanos estão inseridos na justiça. Sendo, portanto, eles mesmos desejáveis e vantajosos para toda a humanidade.
5. Filosofia Política, Autoridade e Obrigação no Direito
Também contribuiu para a teoria política com, entre outros temas, estudos sobre as formas de governo, autoridade do governo, obrigação e etc.; deu ainda grandes aportes intelectuais no sentido de demonstrar a fundamentação da autoridade do direito. Para ele, o direito deriva da moral de duas formas (por conclusão e por determinação). Os políticos, ou governantes, enquanto agindo dentro de suas incumbências governamentais e instituindo leis agem como se fossem arquitetos encarregados da construção de um hospital. Para tanto, o prédio deverá ter portas capazes de permitir a passagem das pessoas e equipamentos, mas se estas portas terão mais de três metros ou quatro metros de altura está em sua liberdade de decisão. O que não podem decidir, por ser irracional, é construir um hospital com portas de 30 centímetros de altura que não permitirão a passagem dos médicos, funcionários, doentes e seus familiares. E isso é a determinação do conteúdo de uma lei pelos políticos governantes.
Em "Lei Natural e Direitos Naturais" (2007: Capítulos IX e XI) a teoria da autoridade é construída a partir de seu valor para o bem comum da sociedade. Na medida em que ele exige a solução de problemas de coordenação das atividades dos cidadãos que devem ser resolvidos pelos governantes para que uma sociedade se desenvolva apropriadamente: p.ex., é necessário que o governante decida se devemos conduzir nossos automóveis pela pista esquerda (Brasil) ou pela pista direita (Inglaterra); caso tais problemas não sejam resolvidos, toda a sociedade sofrerá com a insegurança no trânsito, acidentes e mortes de passageiros e motoristas. Assim decidido tal problema de coordenação por autoridade governamental, a decisão deve ser tratada por todos os cidadãos como uma razão (um motivo) para agir que exclui outras razões. Porém, caso o governante desvie a autoridade do favorecimento ao bem comum, passando a empregar de forma arbitrária em favor de si próprio, de seus amigos ou de partidários, ou em desfavor de eventuais inimigos ou partidos de oposição, ele perde a autoridade. O que implica que tais decisões deixam de vincular no foro da consciência, caso a injustiça seja gravíssima. Sendo uma injustiça leve, as mesmas ainda devem ser obedecidas no intuito de se evitar o mau exemplo, a desordem ou eventuais sanções (punições) previstas na lei.
A obrigação se apresenta como assunto ligado ao valor da autoridade, na medida em que, decididos os problemas de coordenação por unanimidade em assembléia ou por autoridade, a decisão se torna vinculante e obrigatória. Na análise de John Finnis, a obrigação, ou força de uma lei, divide-se em "força diretiva" (a principal) e em "força coativa" (apenas secundária no valor da lei e sua obrigação). A "força diretiva" ocorre um função da coordenação dos problemas atinentes ao bem comum, apontando ao bom cidadão como deve proceder claramente naquelas circunstâncias. É o valor principal da lei e funda sua obrigação, tendo em vista que todos podem esperar de todos os outros que cumpram a lei. Por isso, podendo coordenar seus esforços na sociedade de modo mais produtivo, podendo contar com a certeza (saber que deve dirigir pela direita, no caso brasileiro) e a previsibilidade (saber que os outros também vão conduzir seus veículos na mesma mão) oportunizadas pelo direito. A lei tem "força coativa" secundariamente na medida em que os recalcitrantes em cumprir seus ditames devem ter uma razão para o fazer, bem como é uma exigência de justiça geral e justiça comutativa que os que acatam os dizeres da lei e controlam a sua vontade não sejam tratados como tolos pelos eventuais criminosos. Os últimos devem ser forçados a devolver aquilo que tiraram dos primeiros, além de sofrer uma punição em razão de haverem imposto aos demais a própria vontade de modo arbitrário.
A teoria da autoridade e da obrigação de John Finnis destaca-se das demais teorias contemporâneas na medida em que não é baseada na vontade de um superior, mas sim na razão ("imperium" da razão). Além do que, o relevante para o conceito de Direito não é o fato dele ser dotado de coerção (força coativa), o que é o ponto de vista do homem mal ou que quer medir as consequências criminais de seus atos em razão de eventuais benefícios materiais que pode auferir. Assim, o maior valor de uma regra jurídica é o fato dela contribuir ao bem comum resolvendo problemas de coordenação (ordenando a sociedade), funcionando como uma razão que exclui outras razões para a ação, dotada de certeza e previsibilidade. Portanto, a sua "força diretiva" para o bom cidadão; ou o que pode ser descoberto do ponto de vista interno qualificado, ou seja, o bom cidadão cumpridor das regras sociais e que se vê como parte da sociedade e do bem comum.
Na obra "Direito Natural em Tomás de Aquino" (2007: p. 91-9), John Finnis mantém sua teoria da autoridade e da obrigação, fundando o seu valor no bem comum (ver item 4 supra: condições que possibilitem o bem de todos). Entretanto, ocorrem desenvolvimentos significativos do sentido de descrever o valor e o desvalor de três estados de coisas nos quais uma sociedade pode encontrar-se: a anarquia, a tirania e o Estado de Direito. Finnis ensina que existe um estado de coisas (a anarquia) no qual a desordem impera e os fracos, idosos, jovens e pobres são explorados pelos fortes e espertos. Para ordenar essa sociedade é necessário instituir um governo com autoridade sobre todos os cidadãos. Porém, esse governo pode se desvirtuar e buscar governar tão somente para os seus próprios interesses; desprezando seu povo, e as razões que o levaram a ser instituído. A fim de minimizar esse risco, -o do governo tirânico- , deve ser instituído o Estado de Direito (Rule of Law), no qual até mesmo o governo deve se submeter às leis (dentre outras exigências estudadas por Finnis a partir de Lon Fuller). Tais oito desiderata do Estado de Direito, oito virtudes às quais todos os Estado deveriam se submeter, são: i) as leis devem ser prospectivas, evitando-se legislações retroativas; ii) seja possível obedecê-las, desde que não fixem obrigações impossíveis; iii) que sejam leis promulgadas e públicas; iv) sejam leis claras; v) coerentes entre si; vi) estáveis o suficiente para que as pessoas possam se guiar pelo conhecimento que tem delas; vii) não se abuse dos decretos, os quais também devem ser claros, precisos e públicos; viii) as pessoas que fazem e as pessoas que aplicam as regras são: a) passíveis de serem responsabilizadas pelo seu não cumprimento, b) realmente administram a lei com consistência e em acordo com seu teor. (Lei Natural...: 2007, p. 264-5; também em Direito Natural em...: 2007, p. 92-4).
6. Direitos Naturais (ou racionais), Direitos Morais e Direitos Humanos
Em termos de direitos humanos, John Finnis traz uma evolução em relação às teorias positivistas. Tendo em vista que seu desafio é fundar o direito na moral, a ser descoberta racionalmente, ele esforça-se em fundamentar filosoficamente tais direitos. O raciocínio que desenvolve leva-o a  sustentar a existência de direitos humanos absolutos, não somente prima facie como os defendidos por outros, p.ex., Robert Alexy. Ademais, já que um direito (e os direitos humanos) é tão somente uma relação de justiça vista do ponto do beneficiário da relação, o detentor do direito, (na qual do outro lado tem-se o devedor) um direito humano para ser verdadeiramente um "direito subjetivo", deve ser cotejado do ponto de vista do bem comum e da justiça com os direitos dos demais cidadãos. Por isso, sua concepção de direitos humanos situa-se em um meio-termo entre o otimismo de Norberto Bobbio, para quem tudo apresentado como direito e vantagem para o cidadão é bom e bem vindo (fundamentando-se nas lutas históricas), mesmo que fruto de exigências egoístas e individuais; e o pessimismo de Michel Villey, que entendia serem os direitos humanos fontes de grandes injustiças, quando sustentados como benefícios individuais oponíveis contra o Estado e os demais cidadãos. Parecendo, ao menos nessa parte, a concepção de Finnis mais razoável.
7. Lei Natural e Lei Humana
Como visto acima, a lei humana pode derivar da lei natural de duas maneiras: por conclusão ou por determinação. A por conclusão, funciona como uma implicação das exigências da razoabilidade prática, excluindo em parte a liberdade dos legisladores. Normas derivadas dessa forma são aquelas que ficaram conhecidas por ius gentium (o direito das gentes) no direito romano ou mala in se para a tradição do common law, e constituem-se regras ou princípios necessários para qualquer sistema jurídico minimamente razoável (como "os princípios gerais de direito reconhecidos por todas as nações civilizadas" [Statute of International Court of Justice, art. 38]). Um exemplo de regras dessa estirpe é aquela de "não se deve matar um inocente". Tal regra aponta para um tipo de ação que não é nunca justificável; e que se praticado é um mal em si mesmo ("mala in se"). Por isso, os chefes de uma comunidade e legisladores, nem mesmo seus cidadãos, nunca deveriam adotar a ação excluída (proibida) regra.
Já a derivação por determinação implica a liberdade do legislador humano de definir algo que antes de determinado é indiferente para a moral. Porém, depois de adotada certa regra, desobedecê-la mostra-se imoral e gerador de intranquilidade social e mau exemplo de conduta. Podemos exemplificar uma regra assim, com a regra que prescreve que devemos guiar o automóvel pela faixa da direita, como o caso do Brasil. Ocorre, entretanto, que em outros países (Inglaterra, Austrália e etc.) o trânsito é invertido, e os motoristas devem guiar pela pista da esquerda. Nesse caso, ante do legislador escolher qual dos lados deve ser adotado, é indiferente para o direito e para a moral. Porém, depois de existir a regra, quem não a obedecer está a praticar uma conduta imoral e ilegal.
Por isso, na visão de John Finnis todo o direito deriva da moralidade e da lei natural, seja esse de fonte humana ou racional. E a lei tem um valor intrínseco em ser obedecida, que é a justiça, a amizade entre os cidadãos, a ordem da sociedade e o bem comum.
8. Lei Humana e Lei Injusta
Porém, podem existir casos nos quais os governantes ou legisladores tomem medidas administrativas ou legislem de forma injusta. Mas, como visto, mesmo que uma lei injusta falhe em ter razão de lei (o adágio latino de Santo Agostinho: lex iniusta non est lex), a injustiça maior pode vir de sua desobediência que atentará contra a dignidade da própria lei.
Assim, uma lei injusta, via de regra, deve mesmo assim ser obedecida. Se ela for muito injusta, talvez se justifique alguma resistência passiva ou civil por parte dos cidadãos. Mas estes ainda devem levar em conta que seus esforços de resistência aos desígnios injustos dos governantes podem acarretar-lhes sanções como a perda da liberdade e a morte. Por isso, existe uma grande inclinação a obediência de leis, mesmo que injustas. E enfim, caso essas leis exijam condutas a serem praticadas ou abstidas das quais ninguém deveria ser compelido a praticar ou a se abster (exija um mala in se, p.ex., determine a morte de uma etnia, ou o estupro das mulheres de outra etnia e etc...), aí sim seus súditos ou cidadãos têm a autoridade moral, e algumas vezes o dever, de resisti-las ou depor o regime e o governo. O que pode ocorrer mesmo com o emprego da força.
9. Direitos Naturais Não Excepcionáveis e Absolutos Morais
John Finnis entende que existam normas morais absolutas e não sujeitas a exceção (devem ser obedecidas sempre e em todas as circunstâncias). Como o direito, em última análise, retira sua autoridade e obrigação da moralidade, e suas normas derivam de uma foram ou outra da moralidade, essas normas morais descobertas pela razoabilidade prática constituem verdadeiros direitos humanos absolutos (não somente prima facie). Em nenhuma circunstância podem ser excepcionados ou feridos pelo Estado, cidadãos e Estados estrangeiros. Evidentemente, não são muitos os direitos que podem ser assim entendidos, e as normas morais (e racionais) que os garantem devem ser formuladas de forma negativa e prescritiva (em termos de deveres), tipo não matarás um inocente intencionalmente. A esse dever moral, compete um direito humano absoluto de, enquanto inocente, não ser morto intencionalmente como fim último de uma ação, ou como meio para outro fim que pode ser bom. Por exemplo: (1) uma pessoa pode ser covardemente assassinada para ser roubada, e sua morte foi o fim de uma ação imoral e ilícita; porém, (2) em situações como a guerra fria e a dissuasão nuclear, ameaçavam-se reciprocamente os inocentes soviéticos e americanos (mulheres, crianças e idosos não engajados nos esforços de guerra) de morte por ataque nuclear, a fim de evitar um ataque da outra nação. Para Finnis, as duas ações são imorais e ferem os direitos humanos de forma gravíssima.
10. Eutanásia, Aborto, Religiosidade e Liberdade Religiosa, Dissuasão Nuclear e Outros Temas de Ética, Bioética e Direitos Humanos

## Obras em Português
- Direito Natural em Tomás de Aquino (Tradução de Leandro Cordioli, Revisão de Elton Somensi de Oliveira). Porto Alegre: Sergio Antonio Fabris Ed., 2007. (ISBN 9788575254462)
- Fundamentos da Ética (Tradução de Arthur Maria Ferreira Neto e Elton Somensi de Oliveira). São Paulo: Editora Campos, 2011. (ISBN 853523814X)
- Lei Natural e Direitos Naturais (Tradução de Leila Mendes). São Leopoldo: Editora Unisinos, 2007. (ISBN 9788574313108)
- Lei Natural: Por que chamar de “lei”? Por que dizê-la “natural”? (Tradução de Magda Lopes). In: CANTO-SPERBER, Monique. Dicionário de Ética e Filosofia Moral vol. 2. São Leopoldo: Editora Unisinos, 2003, (p. 36-42).
- Revisando os Fundamentos da Razão Prática (Tradução de Elton Somensi de Oliveira). In: TEIXEIRA, Anderson Vichinkeski; OLIVEIRA, Elton Somensi (organizadores). Correntes Contemporâneas do Pensamento Jurídico. Baurueri: Manole, 2010.

## Obras em Inglês
- Natural Law and Natural Rights (1980) Oxford: New York (A segunda edição com revisões da teoria foi publicada pela Oxford em março de 2011.)
- Fundamentals of Ethics (1983)
- Natural Law, 2 vols (1991)
- Moral Absolutes (1991) CUA Press: Washington, D.C
- Aquinas: Moral, Political, and Legal Theory (1998) Oxford: Oxford University Press
- FINNIS, John. BOYLE, Joseph. GRISEZ, Germain. Nuclear deterrence, morality and realism. New York: Oxford, 1987. 429 p.
- FINNIS, John. BOYLE, Joseph. GRISEZ, Germain. Practical Principles, Moral Truth, and Ultimate Ends. American Journal of Jurisprudence, 32 (1987): 99–151. PDF
- FINNIS, John. THOMSON, Judith. TOOLEY, Michael. WERTHEIMER, Roger. The Rights and Wrongs of Abortion. Princeton, New Jersey: Princeton University Press,1974. 127 p.
- FINNIS, John. GRISEZ, Germain. The Basic Principles of Natural Law: A Reply to Ralph McInerny. PDF

- Nota: a bibliografia de John Finnis conta com mais de duas centenas de ensaios publicados em coletâneas especializadas e periódicos. Alguns desses ensaios foram reunidos e lançados em janeiro de 2011 numa coleção com cinco volumes (e 2086 páginas) intitulada  Collected Essays. Os temas são os seguintes:

- Reason in Action: Collected Essays, Vol. 1 (ISBN 9780199580057). USA: Oxford University Press, 2011.
- Intention and Identity: Collected Essays, Vol. 2 (ISBN 9780199580064). USA: Oxford University Press, 2011.
- Human Rights and Common Good: Collected Essays, Vol. 3 (ISBN 9780199580071). USA: Oxford University Press, 2011.
- Philosophy of Law: Collected Essays, Vol. 4 (ISBN 9780199580088). USA: Oxford University Press, 2011.
- Religion and Public Reasons: Collected Essays, Vol. 5 (ISBN 9780199580095). USA: Oxford University Press, 2011.

## Artigos
- SSRS | Papers atualizados periodicamente por John Finnis
- Aquinas' Moral, Political and Legal Philosophy PDF
- Natural Law: The Classical Tradition PDF
- Natural Law Theories PDF
- The Priority of Persons PDF
- Economy or Explication? Telling the Truth About God and Man in a Pluralist Society Arquivado em 11 de junho de  2007, no Wayback Machine. PDF
- The Good of Marriage and the Morality of Sexual Relations PDF
- Law, Morality and "Sexual Orientation" PDF